# Arlissa
Arlissa Ruppert, conosciuta semplicemente come Arlissa (Hanau, 21 settembre 1992), è una cantautrice britannica di origini tedesche e statunitensi.

## Biografia
Arlissa Ruppert è nata in Germania e cresciuta a Londra, Regno Unito. Sua madre, che ha servito nell'esercito degli Stati Uniti in Germania, è americana, mentre suo padre è tedesco. Inizia a cantare e frequentare studi di registrazione dall'età di 14 anni. e prima di compiere 20 anni firma un contratto con la London Records. Il suo brano di debutto "Hard to Love Somebody" ha attirato l'attenzione di un editore, che lo ha sottoposto al rapper Nas, il quale ha deciso di interpretarlo insieme ad Arlissa.
Nel novembre del 2012 il brano "Hard to Love Somebody" è stato scelto come record della settimana da Scott Mills su BBC Radio1. È stata nominata "ragazza da tenere d'occhio" dalla BBC per il 2013, quando è entrata nella lista dei finalisti per "Sound of 2013". Il suo primo singolo ufficiale "Sticks & Stones" è stato pubblicato il 3 marzo 2013, ed è stato descritto come un "inno di rottura" e "una feroce canzone pop". La canzone ha raggiunto il 48º posto nella UK Singles Chart.
Nel 2017 Nelly Furtado ha pubblicato una cover di "Sticks and Stones" per il suo sesto album in studio The Ride. Arlissa ha co-scritto il brano "Spring Day" col gruppo K-pop BTS. Il singolo è stato un successo, in cima alla Gaon Digital Chart e da allora ha superato i 2.500.000 di download. La canzone ha anche vinto il premio "Song of the Year" ai Melon Music Awards 2017. Nel gennaio 2018, ha collaborato con il DJ produttore britannico Jonas Blue su una versione EDM della sua canzone "Hearts Ain't Gonna Lie".
È stata scelta nel marzo 2018 da Elvis Duran come artista del mese ed è stata protagonista dello spettacolo The Today Show condotto da Hoda Kotb e Kathie Lee Gifford, trasmesso a livello nazionale negli Stati Uniti il 21 marzo 2018 dove Arlissa ha eseguito una versione acustica dal vivo del suo singolo. Ha co-scritto ed eseguito il brano "We Won't Move" per il film del 2018 Il coraggio della verità - The Hate U Give. Ha eseguito il brano alla prima internazionale del film, al Toronto Film Festival 2018. Dopo essersi trasferita a Los Angeles, negli Stati Uniti, nel gennaio del 2020 annuncia l'uscita del suo album d'esordio "The Broken Hearted", con l'etichetta americana Def Jam Recordings.
Il 12 febbraio 2021 esce l'Ep The Lovers, composto da 6 brani. In occasione della Milano Fashion Week 2021, Arlissa mette in scena una performance live in diretta da Los Angeles per la sfilata della collezione autunno inverno della stilista Veronica Etro. Il 25 marzo 2022 esce il singolo "Pieces", prodotto da Ebenezer, con l'artista rap americano Jared Lee, conosciuto con il nome d'arte Duckwrth. Il 13 maggio 2022 esce il singolo "Melody", registrato in collaborazione con l'artista DLMT e il gruppo tech-house TELYkast, per l'etichetta Ultra Records.

## Discografia

### Album in studio
2013 - Battles
2020 - The Broken Hearted

### Ep
2021 - The Lovers

### Singoli
2012 - Hard to Love Somebody (con Nas)
2013 - Sticks & Stones
2013 - Into The Light
2018 - Hearts Ain't Gonna Lie (con Jonas Blue)
2018 - We Won't Move
2019 - Running
2020 - Healing
2020 - The House We Live In
2022 - Pieces (con Duckwrth)
2022 - Melody (con DLMT e TELYkast)